# Fioravanti (entreprise)
Pour les articles homonymes, voir Fioravanti et Leonardo Fioravanti.
Fioravanti est une entreprise d'architecture, et de design en carrosserie automobile italienne, de Moncalieri près de Turin, fondée en 1987 par le designer automobile italien Leonardo Fioravanti (né en 1938 à Turin).

## Historique
Leonardo Fioravanti est ingénieur en génie mécanique de l'école polytechnique de Milan, avec spécialisation en conception de carrosserie et aérodynamique. Il réalise une carrière de designer durant 24 ans, comme chef designer chez Pininfarina de 1964 à 1986, au côté du fondateur Gian-Battista Pinin Farina (1893-1966), et de son fils Sergio Pininfarina (1926-2012). Il est recruté par la suite à la direction de Ferrari entre 1988 et 1991, par Enzo Ferrari (1898-1988). Il participe à la conception de toutes les Ferrari de la période 1966 à 1986 (liste des automobiles Ferrari), et crée en particulier quelques-unes des Ferrari les plus emblématiques de l'histoire de l'automobile,, dont les Dino 206 GT (1967), Dino 246 GT/GTS (1969), Ferrari 365 Daytona (1968), Ferrari 365 GT4 2 +2 (1972), Ferrari Berlinetta Boxer (1973), Ferrari 512 (1973), Ferrari 308 (1975), Ferrari Mondial (1980), concept-car Ferrari P5 et P6, Ferrari F40 (1987), Ferrari 288 GTO (1984), Ferrari Testarossa (1984), Ferrari 328 (1985)...

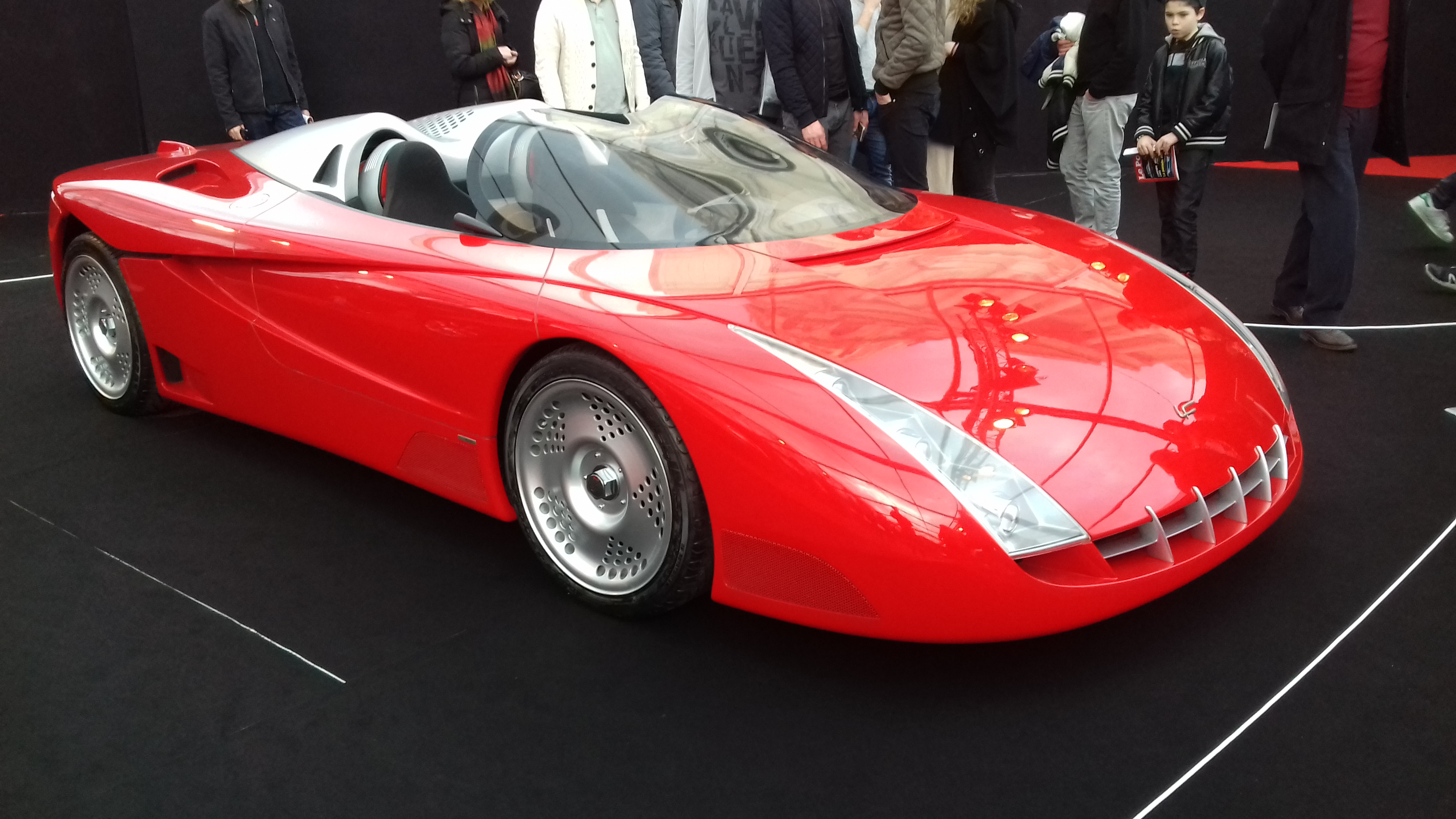
Ferrari Fioravanti F100 (1998)
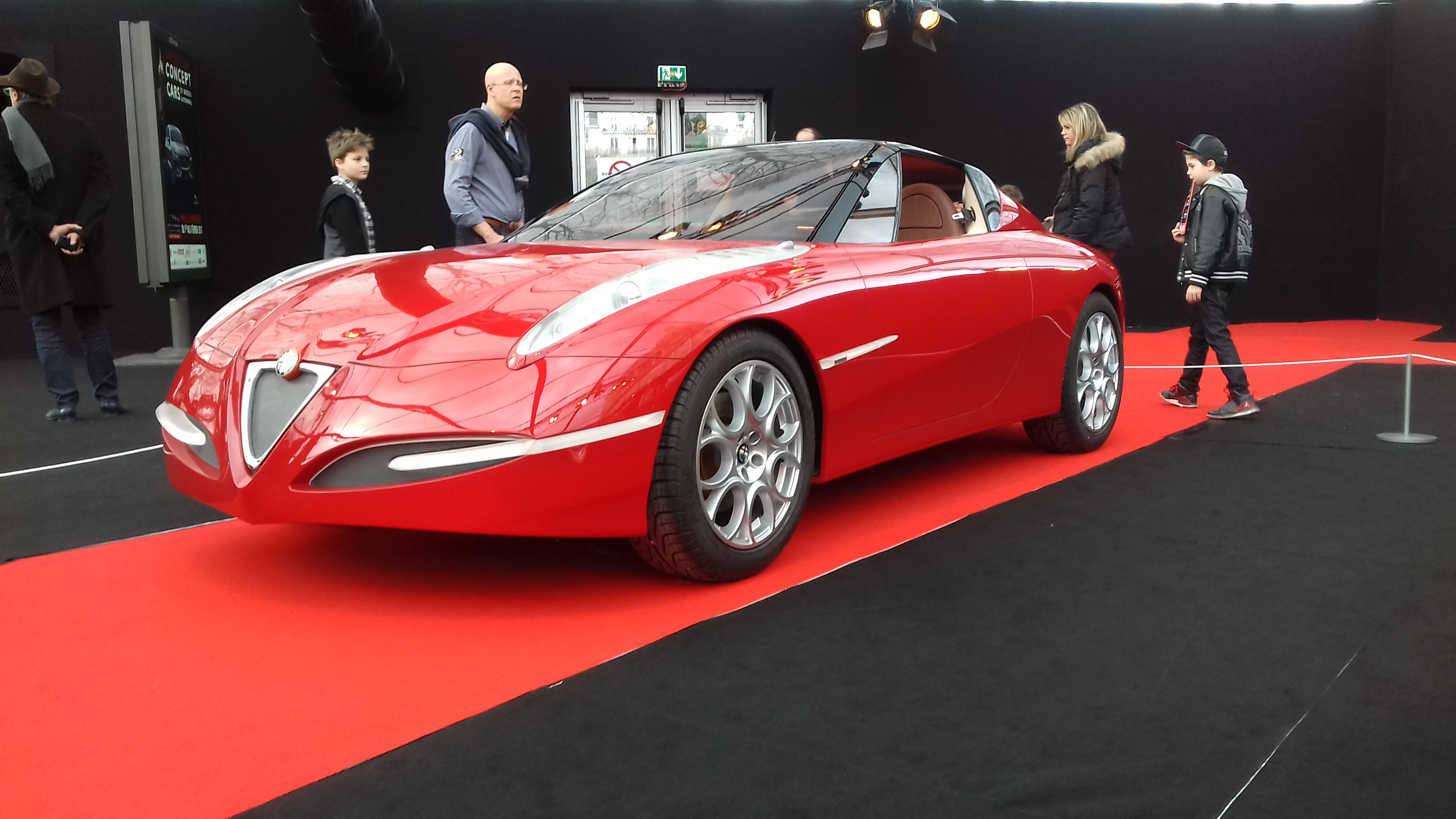
Alfa Romeo Fioravanti Vola (2000)
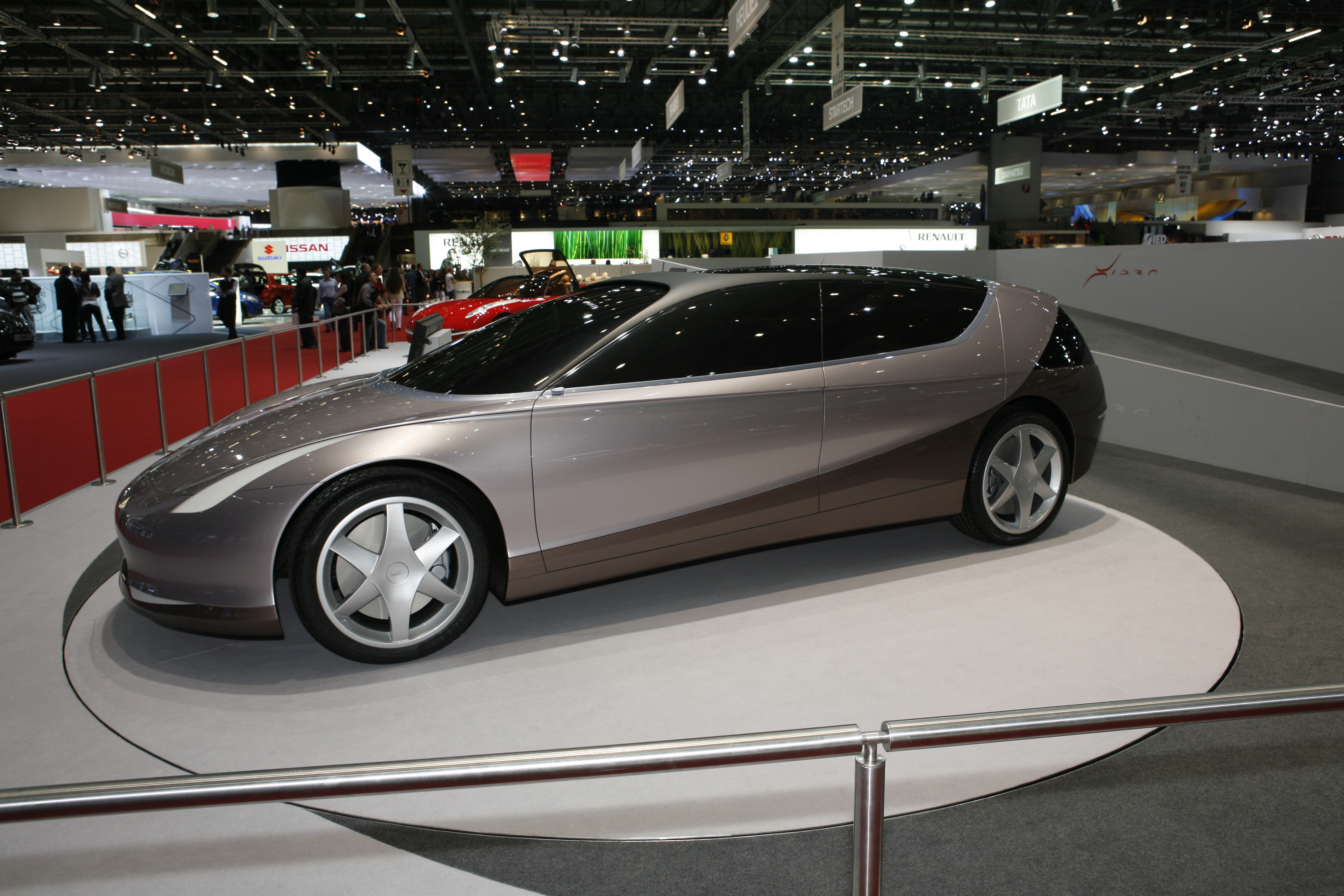
Fioravanti Hidra (2008)
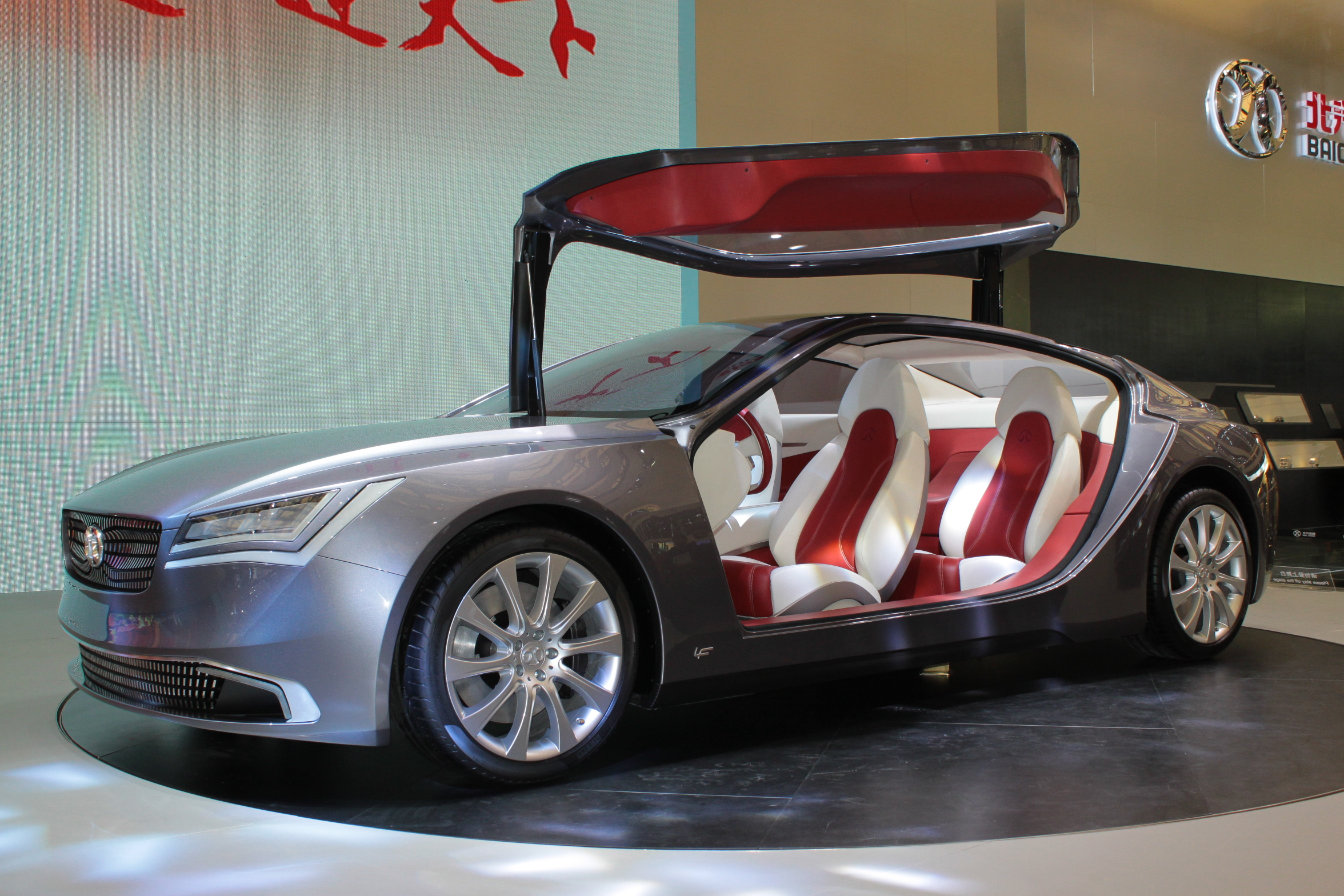
BAIC 900 Fioravanti (2013)
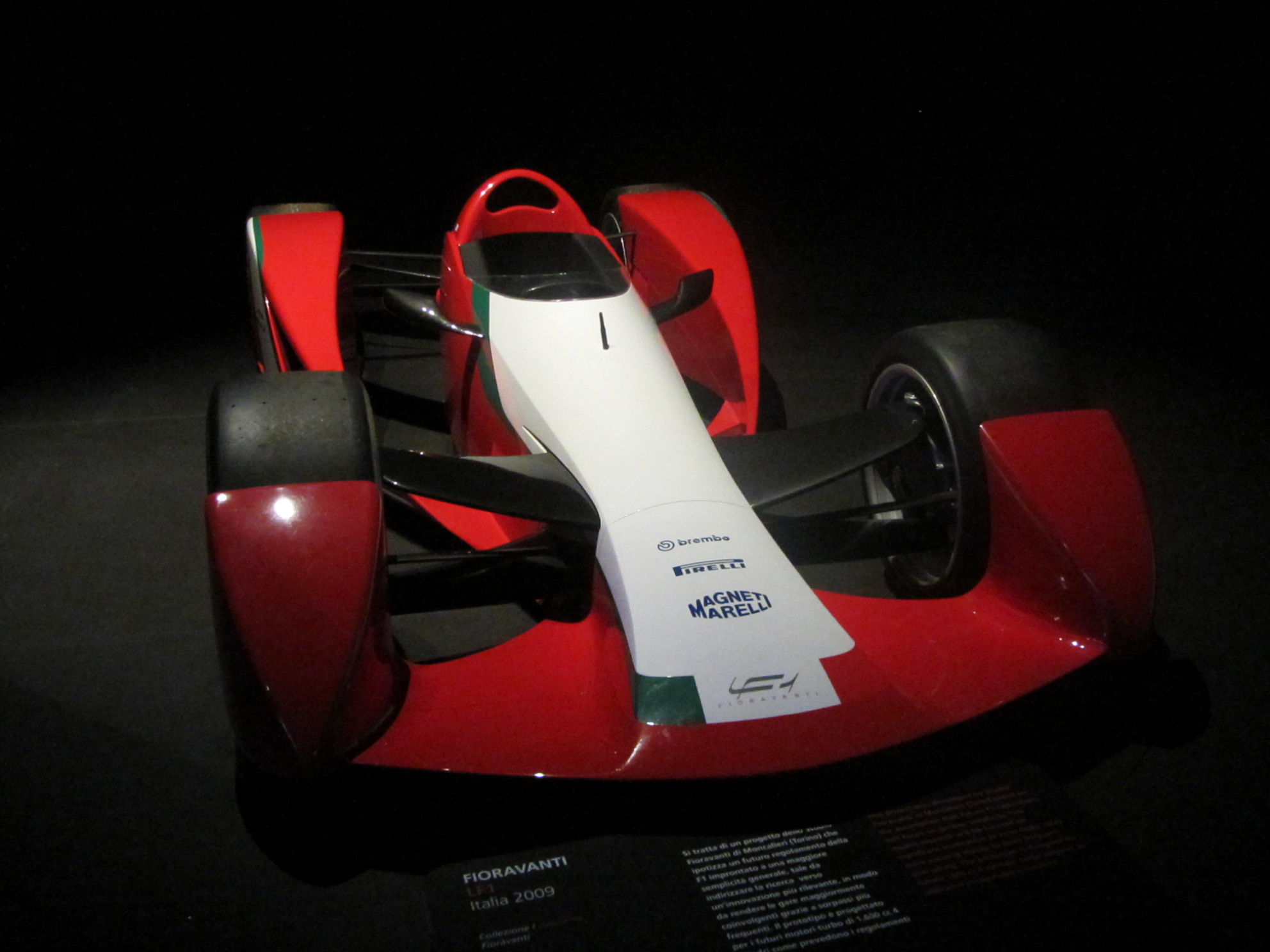
Fioravanti LF1 (it) (2009)

En 1987 il fonde et dirige à l'âge 49 ans, sa propre entreprise d'architecture et de Design, et construit un temps des maisons dans la région de Tokyo au Japon, avant de se lancer dans une activité de design automobile, à laquelle il se consacre entièrement à partir de 1991. Son entreprise conçoit entre autres de nombreux concept-car, dont les Fioravanti Sensiva (1994), Ferrari Fioravanti F100 (1998, pour le centième anniversaire de la naissance d'Enzo Ferrari), Alfa Romeo Fioravanti Vola (2000), Fioravanti Yak (2002), Fioravanti Kite (it) (2004), Fioravanti Skill (2006), Fioravanti Hidra (2008), Fioravanti LF1 (it) (2009), BAIC 900 Fioravanti (2013)...